# بيدرو نيتو
بيدرو نيتو (مواليد 9 مارس 2000) هو لاعب كرة قدم برتغالي يلعب كجناح في نادي تشيلسي في الدوري الإنجليزي الممتاز، ويلعب أيضاً مع المنتخب البرتغالي.

## روابط خارجية
- بيدرو نيتو على موقع الاتحاد الدولي (مؤرشف)  (الإنجليزية)
- بيدرو نيتو على موقع الاتحاد الأوربي (الإنجليزية)
- بيدرو نيتو على موقع قاعدة بيانات كرة القدم.إي يو (الإنجليزية)
- بيدرو نيتو على موقع ليكيب (الفرنسية)
- بيدرو نيتو على موقع ناشيونال فوتبول تيمز (الإنجليزية)
- بيدرو نيتو على موقع Soccerbase.com (لاعب) (الإنجليزية)
- بيدرو نيتو على موقع Soccerway.com (الإنجليزية)
- بيدرو نيتو على موقع عالم كرة القدم.نت (الإنجليزية)
- بيدرو نيتو على موقع AS.com (الإسبانية)